# Сей Сьонаґон
Сей Сьонаґон або Сей Шьонаґон (яп. 清少納言, せいしょうなごん; 966—1025) — японська придворна дама, письменниця, есеїстка, історикиня, поетеса, авторка щоденників. Справжнє ім'я невідоме. Авторка шедевру японської літератури «Записки в узголів'ї».

## Короткі відомості
Сей Шьонаґон народилася близько 966 року у сім'ї столичного аристократа, 59-річного Кійохари Мотосуке. Сестри дівчини були набагато старші за неї і стали дружинами службовців: Утанокамі но Тамешіґе, Дадзай-но-Шьоґен но Муненобу, Кадзаїн Кайшю та Фуджівару но Масато. Рід Кійохара славився вченістю, знанням японської поезії та китайської літератури, тому Сей Шьонаґон зростала у середивощі, яке сприяло проявленню її талантів.
У 981 році майбутня письменниця одружилася з Тачібаною но Норіміцу, провінціалом північнояпонської провінції Муцу. Вона народила сина Норінаґу, але невдовзі розлучилася. Після чого втратила і батька: він помер у 990 у віці 83 років, перебуваючи на посаді провінціала західнояпонської провінції Хіґо.
У 993 році Сей Шьонаґон вступила на придворну службу до Імператриці Садако, дружини Імператора Ічіджьо, і виконувала обов'язки її служниці протягом 10 років. В цей час вона стала використовувати псевдонім «Сей Шьонаґон». Завдяки перебуванню при дворі, в оточенні освіченої еліти тогочасного японського суспільства, вона змогла проявити свої літературні здібності. Вона перебувала у близьких стосунках з тогочасними поетами Фуджіварою но Санекатою, Фуджіварою но Кінто, Фуджіварою но Таданобу, Фуджіварою но Юкінарі та іншими.
Загалом Сей Шьонаґон проводила розкішне життя, але час-від-часу потерпала від політичних інтриг. У 995 році помер батько Імператриці, Фуджівара но Мітітака, який фактично правив країною від імені японського монарха. Влада перейшла до рук його суперника, Фуджівари но Мітінаґи, який задля укріплення свого положення у столиці понизив у рангах братів Імператриці: Фуджівару но Коретіку і Фуджівару но Такаїе. Серед придворних дам поширилися чутки, що Сей Шьонаґон була таємно пов'язана із Мітінаґою, тому знак протесту проти цих неправдивих поговорів поетеса зачинилася у власній кімнаті і тривалий час не виходила з неї. Саме там вона написала перші сувої «Записки в узголів'ї», які принесли їй славу. Письменниця доповнювала їх до 1000 року, поки не померла її покровителька Імператриця.
Подальша біографія Сей Шьонаґон має багато білих плям. Вважається, що вона встапила в шлюб з поетом Фуджіварою но Мунейо і народила доньку, майбутню поетесу Кома но Мьобу, проте точні дати цих подій невідомі.
Сей Шьонаґон виступала з гострою критикою осіб, які відрізнялися від загалу і мали оригінальні погляди на життя. Зокрема, письменниця недолюблювала Мурасакі Шікібу і висловлювала сумніви щодо її освіченості та літературних талантів. Проте це не заважало самій Сей Шьонаґон описувати навколишній світ на основі власного неординарного бачення. Вона була добре знайома з поетесами Акадзоме Емон та Ідзумі Шікібу і була шанована багатьма придворними дамами.
Наприкінці життя Сей Шьонаґон відсторонилася від життя двору й усамітнилася у місцевості Цуківа, у горах на схід від японської столиці. Там вона склала «Безіменні записки», «Бесіди про старе» та антологію власних вибраних віршів «Збірку Сей Шьонаґон».

## Українські переклади
- Сей Шьонаґон. Записки в узголів'ї / пер. Н. Бортнік; прим. І. Бондаренка. — Харків: Фоліо, 2014.